# Noves (Frankrijk)
Noves is een gemeente in het Franse departement Bouches-du-Rhône in de regio Provence-Alpes-Côte d'Azur. De plaats maakt deel uit van het arrondissement Arles. Op 1 januari 2022 telde Noves (Frankrijk) 5.918 inwoners.

## Geografie
De oppervlakte van Noves (Frankrijk) bedraagt 27,92 vierkante kilometer; Op 1 januari 2022 was de bevolkingsdichtheid 212 inwoners per km².

De onderstaande kaart toont de ligging van Noves met de belangrijkste infrastructuur en aangrenzende gemeenten.

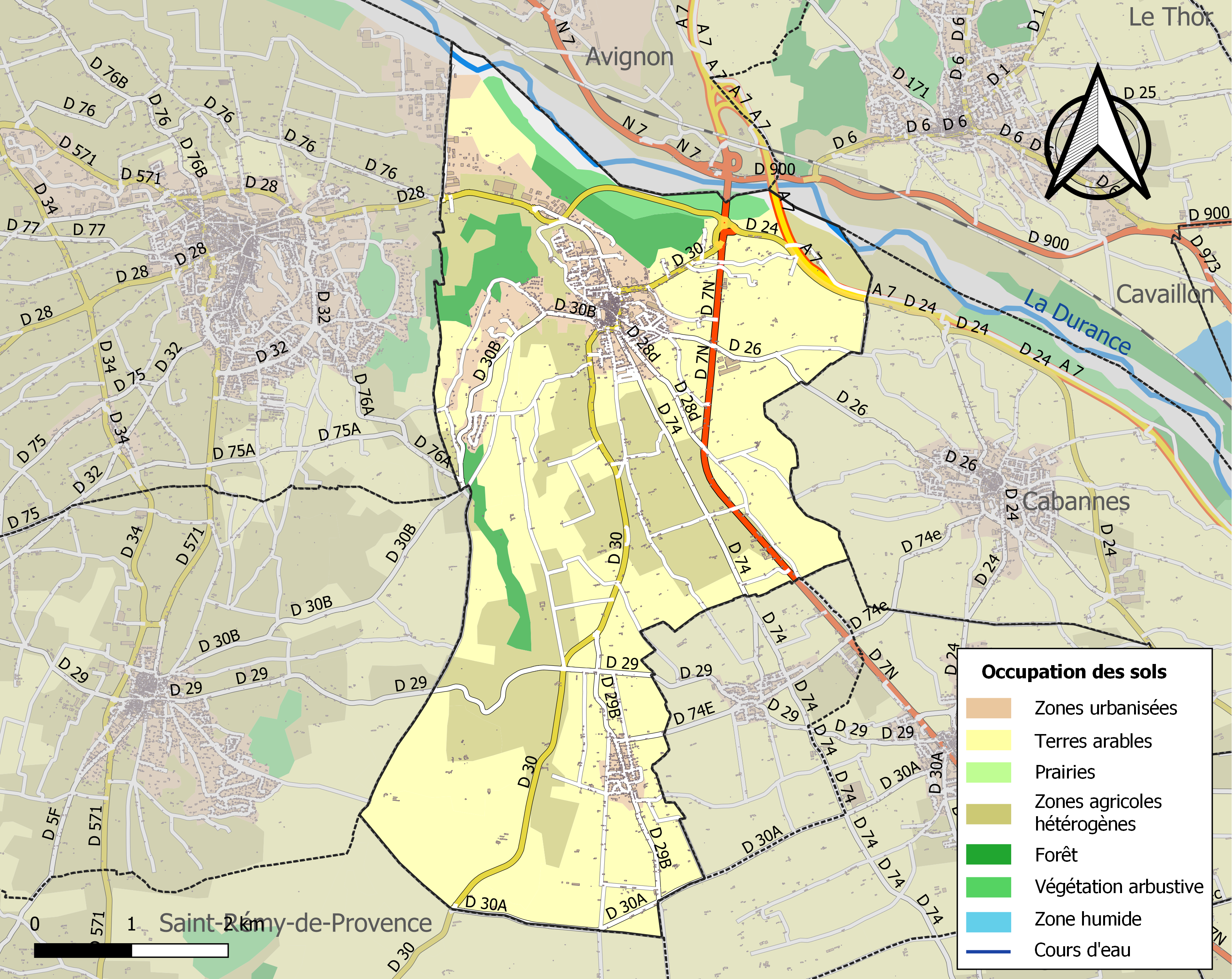

## Demografie
Onderstaande figuur toont het verloop van het inwonertal.
Vanwege een beveiligingsprobleem met de MediaWiki Graph-software is het momenteel niet mogelijk deze grafiek weer te geven. Zodra de software is bijgewerkt zal de grafiek vanzelf weer zichtbaar worden.
<
Barbentane · Boulbon · Cabannes · Châteaurenard · Eyragues · Graveson · Maillane · Mollégès · Noves · Plan-d'Orgon · Rognonas · Saint-Andiol · Saint-Pierre-de-Mézoargues · Tarascon · Verquières